# Ejército Defensor de la Soberanía Nacional
El Ejército Defensor de la Soberanía Nacional de Nicaragua (EDSN) fue un ejército guerrillero organizado y liderado por el General Augusto Calderón Sandino, que en su fase inicial operó en el departamento de Nueva Segovia, al norte de Nicaragua, pero luego abarcó casi todo el territorio nacional, exceptúando el área que ocupan los actuales departamentos de Managua, Masaya, Granada, Carazo y Rivas (aunque en este último hubo un intento de invasión).
El EDSN nunca fue un ejército en el sentido propiamente dicho, puesto que los soldados que lo integraban eran «ciudadanos armados» que cultivaban la tierra mientras que se oponían a la ocupación; eran «un pueblo en arma».[cita requerida]
La poetisa chilena Gabriela Mistral lo describió como «ese pequeño ejército loco de voluntad de sacrificio», en un artículo publicado en el diario El Mercurio, de Santiago de Chile, el 4 de marzo de 1928.
El periodista vasco Ramón Belausteguigoitia Landuce, que tuvo ocasión de visitar el campamento de Sandino durante algunas semanas, describe así a sus tropas:

Formaban un abigarrado conjunto de tipos, en los que se veía que el refinamiento y el cuidado de su indumentaria no era, desde luego, el rasgo más saliente. Había gentes de todas las edades; muchos muchachos. Aunque algunos estaban con sus ropas bastante completas, en general dominaban los pantalones hechos jirones, de mata, es decir, tela de algodón blanca.
El aire de todos ellos era duro, y se adivinaba la fiereza de los hombres obligados a vivir en la selva durante años enteros. El rasgo común era el lazo rojo y negro que adornaba su sombrero.
Muchos llevaban una gran mascada del mismo color sujeta al cuello.
Las armas eran un rifle y el machete que llevaban colgado al cinto. Algunos llevaban dos pistolas, y bastantes bombas de mano…
[Vi] el típico sello de Sandino, en el que se ve un círculo con el lema Patria y Libertad, y en el centro, un guerrillero sandinista empuñando un machete para cortar la cabeza a un soldado [norte]americano, mientras lo pisa en el vientre, sujetándolo en tierra.

## Antecedentes
La causa principal de Sandino fue la lucha contra la intervención estadounidense en los asuntos internos del país expresada en la ocupación militar del país y la actitud gloriosa de los miembros militares del Ejército Liberal Constitucionalista bajo el mando del General José María Moncada que buscaba recuperar la Presidencia de Nicaragua para Juan Bautista Sacasa, conforme a lo estipulado en la Constitución de La República vigente en ese entonces.
De acuerdo al llamado Pacto del Espino Negro firmado en el poblado de Tipitapa el 4 de mayo de 1927 entre liberales y conservadores con la mediación de Henry L. Stimson, los liberales aceptaban la continuidad del gobierno conservador de Adolfo Díaz Recinos hasta la realización de elecciones supervisadas por las fuerzas de ocupación del Cuerpo de Marinos de los Estados Unidos de América (USMC), en las cuales saldría vencedor el general Moncada.
Sandino fue el único general liberal constitucionalista que no aceptó entregar las armas a cambio de prebendas y con su ejemplo inspiró en los campesinos del norte de Nicaragua un sentimiento de oposición a la intervención estadounidense. Convirtió la guerra civil fratricida entre liberales y conservadores en una guerra nacional contra la ocupación y los gobiernos del conservador Díaz y del liberal Moncada.

### Eran treinta con él
El germen del EDSN fueron los veintinueve (29) hombres que siguieron a Sandino, los iniciadores de la Revolución Nicaragüense (véase: Sandinismo).
Sobre esos primeros veintinueve hombres que junto a él iniciaron la lucha en defensa de la soberanía nacional de Nicaragua, Sandino expresó:
"Me gustaría mucho que los que principiaron llenándose de glorias tener yo el honor de presentarlos al fin de la jornada"
En el Centro de Historia Militar del Ejército de Nicaragua se exhibe un libro de actas, con la firma y sello del General, en el cual se enumeran esos veintinueve nombres, varios de ellos llegaron a ser generales y coroneles del EDSN.
En el orden en que aparecen (nombre, edad y procedencia) es así:
- Augusto C. Sandino (33) de Niquinohomo, Masaya.
- Rufo Marín Guillén (26) de El Jícaro, Nueva Segovia.
- Francisco Estrada (28) de Managua.
- Simón González (32) hondureño.
- Conrado (Coronado) Maradiaga (54) Yuscarán, Honduras.
- Porfirio Sánchez (33) hondureño (Participó en los combates de Ocotal, 16 de julio y Telpaneca, 19 de septiembre de 1927 junto con Carlos Salgado y Francisco Estrada).
- José León Díaz (40) salvadoreño (nació en Poloros, La Unión, El Salvador en 1883. Sirvió en el ejército hondureño en 1924. En 1926 se alistó en el Ejército Liberal Constitucionalista bajo el mando del General Camilo López Irías).
- Ramón Uriarte (45) de Managua
- Juan Gregorio Colindres (38) de Murra, Nueva Segovia.
- Pedro Antonio Irías (40) (Nacido en Murra y hermano de Colindres por parte de madre).
- Abraham Centeno (40) de Yalí, Jinotega.
- Pastor “Pastorcito” Ramírez (20) hondureño.
- Rufino Ramírez (24) hondureño.
- José F. Rodríguez (edad y procedencia desconocida).
- Sixto Maradiaga (12) hondureño.
- Lorenzo Blandón (25) de Estelí.
- Leopoldo Téllez (25) de Matagalpa.
- Manuel Moncada (20) de Murra, Nueva Segovia.
- Ferdinando Quintero (28) de Estelí.
- Pedro Cabrera “Cabrerita” (25) de León.
- Alejandro Pérez (12) de El Chipote, Quilalí.
- José de la Rosa Tejada (18) hondureño.
- Carlos Fonseca (24) hondureño (no confundir con el fundador del FSLN).
- Marcial Salas (37) costarricense.
- Francisco Centeno (24) de La Concordia, Jinotega.
- Cipriano Tercero (22) de Pueblo Nuevo, Estelí.
- Santiago Dietrich (17) de El Jícaro, Nueva Segovia.
- Rodolfo Sevilla “Sevillano” (28) de León.
- Genaro Gómez (22) de Somoto, Madriz.
- Fernando Maradiaga (46) de El Chipote, Quilalí.

## Principales jefes
Entre las figuras más representativas del EDSN se incluyen el mismo Augusto César Sandino, así como a:
- General Manuel María Girón Ruano (1868-1929), fue comandante militar en El Petén, Guatemala y era un militar de carrera con gran experiencia combativa. Inició como General de Brigada y ascendió a General de División, actuó como Jefe del Estado Mayor. Con la famosa "Chula" derribó un avión yanqui, confirmado por el USMC el 8 de marzo de 1928, reportando como muertos en "accidente aéreo" al Capitán William C. Byrd y al Sargento Rudolph A. Frankforter. Capturado el 2 de febrero, fue interrogado durante un mes sometido a un trato inmisericorde como reo de  guerra. Se le hizo juicio sumario antes de ser fusilado en el Campamento militar "El  Naranjal", Arroyo de Oro, Murra el 2 de marzo de 1929 por el mercenario Juan Escamilla, mexicano, jefe de los voluntarios armados por José María Moncada.

Sandino se refiere a su figura y legado en dos cartas.
- - Carta sobre el asesinato de Manuel Girón Ruano

"En cuanto a los pingüinos Cordero Reyes y Somoza, ya habrá oportunidad de disponer que vengan a pie hasta Las Segovias, a exhumar con sus manos el cadáver del general Girón Ruano, y a llevarlo sobre sus lomos hasta el puerto de Corinto, cuando cumplamos con el deber de repatriar los restos del valeroso compañero, para que descanse en el panteón de Guatemala."
"Y, quitadas las cadenas con que le encadenaron y fue enterrado, esas cadenas serán leontinas para algunos que yo me sé."
- - Carta de Sandino a Gustavo Alemán Bolaños - Manuel Girón Ruano

"(Octubre (?) de 1929)

Mérida, Yucatán

Mando por este mismo correo a doña Leonor v. de Girón Ruano, los documentos y notas que el general me enviaba desde sus campamentos, para que los conserve como un recuerdo.
En esas notas está expresada la posición de nuestro ejército en la lecha de la farsa eleccionaria del 4 de noviembre de 1928.
Es bueno que se publique eso, para dar una idea de la alta conciencia que poseía nuestro inolvidable general Girón Ruano, y para que el pueblo guatemalteco estime la memoria de aquel buen hijo de Latinoamérica, la figura honrosa del ejército de Guatemala, en los modernos tiempos."
- General Porfirio Sánchez, hondureño, participó en la histórica batalla de Ocotal y fue Jefe del Estado Mayor en sustitución del general Girón Ruano. El entonces Coronel Francisco Estrada fue su asistente.

- General de División Francisco Estrada, fue Jefe del Estado Mayor, un artesano originario de Managua. Fue asesinado junto a Sandino.

- General de División Pedro Altamirano,[7] conocido como Pedrón por su formidable figura, último Jefe del Estado Mayor, falsamente se le atribuye la creación del Corte de Chaleco que se aplicaba a los machos como medida de ajusticiamiento en respuesta al salvajismo mostrado por los yanquis contra los campesinos nicaragüenses. Fueron los marines gringos quienes lo iniciaron para atemorizar a los campesinos nicaragüenses, y en respuesta, los soldados de Sandino se lo aplicaron a los mismos yanquees. Una táctica común de la fuerza de ocupación yanqui en Nicaragua consistía en degollar a los opositores y violar sus mujeres. Fue tanta su barbarie que algunos, incluso posaban ante las cámaras sosteniendo como trofeos las cabezas de los degollados. Es famosa mundialmente la fotografía publicada en los Estados Unidos en 1930, donde aparece el teniente Remington del Cuerpo de Marines de los Estados Unidos con la cabeza del campesino matagalpino Silvio Herrera, decapitado como sospechoso de ser colaborador de Sandino.

- General Miguel Ángel Ortez Guillén, que murió peleando en la combate de Palacagüina cuando apenas tenía cumplidos 25 años de edad, había nacido en Ocotal, y era un táctico militar nato.

- General Ismael Peralta, jefe expedicionario natural de La Concordia, Jinotega.

- General Simeón Montoya, hondureño considerado nicaragüense.

- General Simón González, hondureño considerado nicaragüense.

- Coronel Coronado Maradiaga, hondureño nacido en Yuscarán fue el descubridor de El Chipote (Quilalí), montaña en donde Sandino tendría por un tiempo su cuartel general.

- Coronel Rufo Marín Guillén muerto en la batalla de Ocotal (16 de julio de 1927).

- Coronel Santos López, se incorporó como miembro del llamado "Coro de los Ángeles" del cual llegó a ser su jefe más destacado.

- Coronel Ramón Raudales, que murió combatiendo contra la Guardia Nacional buscando derrocar a Anastasio Somoza García.

Choluteca, El Paraíso y San Marcos de Colón fueron lugares donde se recogió mucho de la historia de la gesta heroica de Sandino, en cuyo ejército militaron muchos hondureños, varios incluso se destacaron como jefes guerrilleros con grados de Coronel y General.

## De bandidos a guerrilleros
El 27 de febrero de 1928, en el llamado "combate de el Bramadero", el más joven de los generales sandinistas, Miguel Ángel Ortez, quien era casi un adolescente, coge por sorpresa a una columna de marines, y les causa una de sus más tremendas derrotas. Es después de entonces que en los documentos oficiales del Cuerpo de Marina de los EUA puede encontrarse que ya no se le llama a Sandino bandido sino guerrillero, en una promoción honorífica conquistada a balazos.
Al respecto, Carleton Beals, periodista norteamericano que estuvo con Sandino, escribió con respeto sobre el hombre que enfrentaba "con una honda" a sus compatriotas. En "Banana Gold" relataría así un episodio habido en una entrevista con el general Logan Feland, comandante en jefe de las fuerzas norteamericanas en Nicaragua:

"Entonces, ¿cree Vd. que Sandino es un bandido? 

— No –contestó el general con sorna;– desde luego que no. Es un hombre correcto. 

Pero damos la palabra “bandido” en un sentido técnico, en el de jefe de una banda. 

¡Ah, según eso –reflexionó ante Feland mientras escuchamos un concierto– 

el director de esta orquesta es también un bandido! Dirige su banda. ¡Perfecto!" 

## Organización
El EDSN estaba organizado en sus inicios en siete columnas expedicionarias, las cuales estaban comandadas por Jefes Expedicionarios nombrados por Sandino. Estas columnas fueron:
| Columna                      | Comandante | Zona de operaciones |
| ---------------------------- | --- | --- |
| Columna Expedicionaria n.º 1 | General Pedro Altamirano, indígena de Jinotega que aprendió a leer y escribir durante la campaña.                                          | llegó a controlar los departamentos de Matagalpa y Chontales |
| Columna Expedicionaria n.º 2 | General Carlos Salgado, de Somoto | se movilizaba desde Zelaya en el Atlántico, hasta León en el Pacífico. |
| Columna Expedicionaria n.º 3 | General Pedro Antonio Irías | dominaba los departamentos de Jinotega, Matagalpa y Zelaya. |
| Columna Expedicionaria n.º 4 | General Juan Pablo Umanzor, de Honduras | cubría el departamento de Nueva Segovia. |
| Columna Expedicionaria n.º 5 | General José León Díaz, era de El Salvador                                                                                                 | operaba en los departamentos de León y Chinandega. El Cap. USMC George F. Stockes esbozó un perfil del Gral. León Díaz: "orígenes humildes de Díaz en El Salvador; su inclinación por la bebida; su excelencia como comandante de campo...". |
| Columna Expedicionaria n.º 6 | General Abraham Rivera, era de Jinotega y un profundo conocedor de las regiones del río Coco, de sus pobladores y de las lenguas indígenas | cubría todo el norte de Zelaya, incluyendo Cabo Gracias a Dios. |
| Columna Expedicionaria n.º 7 | General Juan Gregorio Colindres | operó en Nueva Segovia, Estelí y, cuando la guerra alcanzó el Pacífico, en León y Chinandega. |

Estas columnas móviles o volantes contaban además de su número regular de tropa, con cuadros paramilitares, se trataba de voluntarios civiles que servían como correos, y en el servicio de espionaje; existía también una red de agentes urbanos que informaba de los movimientos de salida de tropas estadounidenses hacia la montaña, o de la llegada de aviones.
Entre los años 1983-1989, el Ejército Popular Sandinista organizó los llamados Batallones de Lucha Irregular (BLI) inspirados en las Columnas Expedicionarias del EDSN para enfrentar a las fuerzas de tarea de La Contra durante la guerra impuesta y financiada por el Gobierno de los Estados Unidos de América contra el gobierno revolucionario, herederos de Sandino.

## Coro de los Ángeles
El Coro de los Ángeles era un grupo de niños huérfanos de guerra que permanecían en los cuarteles de las montañas del norte. En las emboscadas y asaltos su papel consistía en dar gritos, vivas y hacer toda clase de ruidos –un coro infantil cuyas voces se alzaban ensordecedoramente en el monte– con latas y triquitraques, dando unas veces la impresión de que el número de soldados sandinistas era mayor, y otras, que llegaban refuerzos. Estos niños, cuando crecían, llegaban a ser soldados regulares y debían conquistar su propio rifle, como fue el caso del coronel Santos López.

## Legión Latinoamericana
La Legión Latinoamericana, también conocida como la Brigada Internacional, estuvo compuesta por intelectuales, líderes obreros y campesinos, y hasta estudiantes, que llegaban de distintos países de América Latina hasta las montañas de Las Segovias, algunos pelearon como soldados de línea, otros sirvieron en el Estado Mayor, como secretarios de Sandino, otros actuaron como voceros de la gesta sandinista ante la prensa mundial.

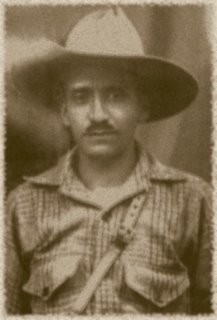
Farabundo Martí en 1929.

Entre los que permanecieron junto a Sandino en las montañas neosegovianas están los siguientes:
- Marcial Salas Blanco, costarricense, formó parte de los primeros 29 hombres que se alzaron junto a Sandino en el mineral de San Albino (julio de 1927), nacido en San Ramón,[12] provincia de Alajuela, alcanzó el grado de mayor[13] y cayó en el combate de "Las Conchitas" el 1 de noviembre de 1927. Algunas fuentes le asignan el grado de sargento.[14]

- Manuel María Girón Ruano, guatemalteco, quien alcanzó el grado de general y fue jefe del estado mayor.

- Agustín Farabundo Martí, salvadoreño, enviado en 1928 como representante de la Liga Antiimperialista de las Américas. También actuó como secretario de Sandino con el grado de coronel.

- Carlos Aponte Hernández, venezolano, ascendió a teniente coronel del Ejército Libertador Sandinista. Se refirió a esta etapa así: "Estaba luchando con las armas en la mano no solo por el pueblo de Nicaragua, sino por Venezuela y por todo el continente.",

- José de Paredes, mexicano, sirvió como secretario de Sandino y de enlace con el presidente de México, Emilio Portes Gil. También le acompañó en su viaje y estadía en México en 1929. Alcanzó el grado de capitán.

- Andrés García Salgado, mexicano, también luchó en las Brigadas Internacionales siendo comisario político de la Brigada 14. Escribió «Yo estuve con Sandino». 1979. Bloque Obrero "General Heriberto Jara".

- Jorge Chávez Tinoco, mexicano.

- Alfredo Vega, mexicano.

- Guillermo Lira, mexicano.

- Esteban Pavletich Trujillo, peruano, se incorporó al Ejército Liberador de Nicaragua entre 1928-1930 actuando como secretario del General Augusto César Sandino.

- Rubén Ardila Gómez, colombiano, actuó como asistente de Sandino y combatiente internacionalista entre 1928-1929.

- Alfonso Alexander Moncayo[15] (1906-1985), colombiano, llamado "El Capitán Colombia", originario de Pasto, Departamento de Nariño. Actuó como periodista y combatiente internacionalista entre 1930-1932.

- Gregorio Urbano Gilbert, dominicano (señalado como haitano en los informes de los marines), peleó en las filas del ejército de Sandino con el grado de teniente dejando constancia de ello en su libro Junto a Sandino.[16]

- Froylán Turcios, hondureño, escritor y periodista imbuido en las luchas americanistas denunció la política del Gran Garrote (Big Stick)implementada por los Estados Unidos en las regiones centroamericana y caribeña.

## Canciones del EDSN
Entre las filas del EDSN sobresalieron como cantores o cantadores: Pedro Cabrera "Cabrerita" y Tranquilino Jarquín, quienes con sus instrumentos musicales y su ingenio interpretaban canciones populares o parodias con temas alusivos al arrojo y valentía de los soldados del EDSN.
Entre las canciones más recordadas están:
- Patria y Libertad, himno del EDSN escrito por Blanca Estela Aráuz.
- Somos Los Libertadores, la marcha más conocida del EDSN.
- Que Se Redamen Las Copas, dedicada al general Sandino. Rescatada por los Soñadores de Sarawaska.
- En Bocaycito Hicimos Los Planes, que relata acciones de combate entre tropas sandinistas y tropas combinadas de machos y constabilarios. Rescatada por los Soñadores de Sarawaska.
- Dos Palomitas Blancas (parodia).
- La Mamá Ramona, canción de los tiempos de la Guerra Nacional con la cual se denunciaba a quienes colaboraban con los filibusteros de William Walker.
- Adelita, famoso corrido de tiempos de la Revolución Mexicana.

## Himno del EDSN
Patria y Libertad

A la gloria llevemos de frente,

la bandera de blanco y zafir,

que se ponga de pie el continente

para vernos vencer o morir.

La montaña nos dio su regazo,

cobijó nuestra fe con amor,

cualquier árbol dábanos su brazo,

si colgamos en él al traidor.

A la gloria marchemos de frente,

nuestro paso alfombró el invasor,

que se ponga de pie el continente

para ver redimir el honor.

Nada puede la extraña bandera,

sus cadenas Sandino rompió,

nada puede la guerra extranjera,

ante el cóndor, el águila huyó.

Todo el oro que tiene el pirata

nunca pudo infundirle valor,

y la misma manigua lo mata

y lo mata el insecto y la flor.

A la gloria marchemos de frente,

bandoleros, clarín y tambores,

que se ponga de pie el continente

para vernos morir con honor.

¡Patria y Libertad!

## Marcha del EDSN
Somos Los Libertadores

I

Somos Los Libertadores,

que con sangre y no con flores

venimos a conquistar,

la segunda independencia,

que traidores sin conciencia

han querido profanar.

En la selva, en la montaña

por la fuerza o por la maña,

nos daremos libertad.

Y al yanqui lo sacaremos

o sino lo colgaremos,

de un alto guayacán.

II

En el cerro El Malacate,

ya les dimos su penqueada,

a los perros de Moncada,

y a los yanquis de por ahí.

Y si vuelven a dentrar,

donde están los Segovianos

nos saldremos a los llanos,

a volverlos a penquear.

III

Tenemos armas potentes,

para seguir el destino

que Augusto C. Sandino

no enseño a defender.

Debemos de proceder,

como soldados valientes.

Preferir mejor la muerte,

y no dejarnos vencer.